# Albula/Alvra
Albula/Alvra es una comuna suiza del cantón de los Grisones, situada en la región de Albula. Surgió el 1 de enero de 2015 a partir de la fusión de las antiguas comunas de Alvaschein, Mon, Stierva, Tiefencastel, Alvaneu, Brienz/Brinzauls y Surava.